# Unloco
Unloco (auch: Ünloco, vgl. Heavy-Metal-Umlaut) war eine vierköpfige Nu-Metal-Band aus Texas (USA). Gegründet wurde sie im Jahr 2000, drei Jahre später löste sie sich wieder auf.

## Bandgeschichte
Ihr erstes Album Healing (2001) verkaufte sich nur schlecht, was unter anderem auch der mangelnden Unterstützung ihrer Plattenfirma Maverick Records zuzurechnen war. Nachdem der Gitarrist Brian Arthur gegen Marc Serrano ausgetauscht wurde, gab Maverick Records der Band eine zweite Chance.
2003 wurde das zweite Album Becoming I veröffentlicht, das von Andrew Murdock produziert wurde. Von nun an erhielt auch die Band Unterstützung ihrer Plattenfirma und ging unter anderem mit Korn und Disturbed auf Tournee. Die Band steuerte das Lied „Bruises“ zum Soundtrack des Spielfilms The Matrix Reloaded bei. Trotzdem verkaufte sich das zweite Album erneut schlecht, sodass sich die Band 2003 auflöste.

## Diskografie
- Useless EP (2000)
- Healing (20. März 2001)
- Becoming I (11. März 2003)